# Hugo de San Víctor
Hugo de San Víctor (c. 1096-11 de febrero de 1141), nacido en Sajonia, fue un teólogo cristiano de la Edad Media.

## Biografía
Se educó en la orden agustina de Hamersleben, en Sajonia. En 1115 o 1118 dejó la escuela agustina por la escuela de San Víctor de París, que había fundado Guillermo de Champeaux en 1108. Allí llegó a ser canónigo, escolástico e incluso prior.[cita requerida]
Su elocuencia y sus escritos le procuraron una fama y excelencia que superaron las de San Bernardo de Claraval[cita requerida] y que se conservó hasta el devenir de la filosofía tomista. Hugo fue el iniciador del misticismo de la escuela de San Víctor, dominante en la segunda mitad del siglo XII. Su misticismo, según Charles-Victor Langlois, es erudito, untuoso, ornamentado, florido, un misticismo que nunca incurre en peligrosas temeridades; es el misticismo ortodoxo de un retórico sutil y prudente. Esta tendencia muestra una marcada reacción frente a la teología de Roscelino y de Pedro Abelardo.[cita requerida]
Educado en la Abadía de Hamersleben y después en el convento de los victorianos, donde ingresó en 1115, a partir de 1125 enseña en la escuela y en 1133 tomó su dirección, cargo en el que permaneció hasta su muerte en 1141. Es una personalidad completa de filósofo humanista, teólogo dogmático y místico, tres cualidades que une armónicamente y que hacen de él uno de los hombres más universales de su tiempo. Desde el punto de vista filosófico, su principal obra es el Didascalion, resumen del saber sagrado y profano del siglo XII. En el campo teológico, merecen destacarse el De Sacramentis legis naturalis et scriptae y en especial el De Sacramentis Christianae fidei, así como la Summa Sententiarum, cuya paternidad está muy discutida. Tiene además un comentario sobre la Jerarquía celeste del Pseudo Dionisio y numerosas obras místicas.[cita requerida]
Hugo nos ha proporcionado, a través de sus obras Didascalion e Institutionem Novitiarum, valiosos datos para conocer las enseñanzas y métodos que se seguían. La escuela de San Víctor seguía la regla de San Agustín. La ocupación fundamental de quienes la integraban era el estudio, que compartían con el trabajo manual y las prácticas religiosas propias de la comunidad. Los estudios se establecían según un plan que situaba a las artes liberales en la base, a la filosofía en el centro y a la teología en la cumbre. Las artes liberales se distribuían en los dos grupos clásicos (trivium y quadrivium), la filosofía se apoyaba sobre todo en las obras de Platón, San Agustín, Escoto Eriúgena y el Pseudo Dionisio, y la teología, en la Biblia y en los Padres o Auctoritates.

## Legado

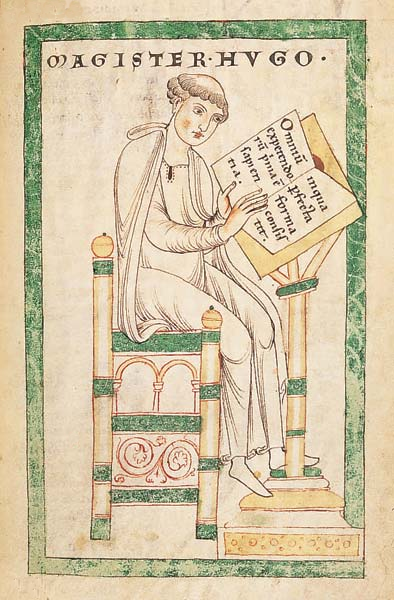
Hugo de San Víctor escribe el Didascalicon (Leyde, Bibliothek der Rijkuniversiteit, Ms. Vucanius 45, f° 130).

Se le cita frecuentemente después de su muerte, y Buenaventura de Fidanza lo elogia en su De reductione Artium ad theologiam. Hugo enseñó sus ideas de misticismo a los influyentes Andrés y Ricardo de San Víctor, y fue miembro fundador del movimiento victorino. Uno de los ideales de Hugo que no consiguió que arraigara allí, sin embargo, fue la adopción de la ciencia y la filosofía como herramientas para acercarse a Dios.
Por otra parte, resucitó la tradición, que se había perdido durante la Alta Edad Media, de las artes de la memoria mediante la utilización de imágenes visuales de la memoria, que pudieran recordarse sin utilización de escritos, incluyendo discursos ciertamente largos. Escribió dos tratados, De tribus maximis circumstantiis gestorum y De arca Noe morali, donde proponía conservar los tesoros de sabiduría en un espacio imaginario que situaba en un Arca de Noé virtual, como imagen de la Iglesia.
En el siglo XX, el crítico de la cultura Ivan Illich expuso las ideas y homenajeó al pensador medieval en su ensayo En el viñedo del texto. Etología de la lectura: un comentario al "Didascalicon" de Hugo de San Víctor (1993). Illich, que ha considerado éste como su mejor trabajo, afirmaba que Hugo y su obra marcan la transición entre la cultura libresca monástica y la escolástica, siendo el Didascalicon el primer libro que se ha escrito sobre el arte de la lectura en Occidente.
También tuvo una gran influencia en el teórico y crítico Edward Said, quien citó este pasaje de Hugo de San Víctor en sus obras:

Es por tanto, una fuente de gran virtud la mente entrenada para aprender, poco a poco, primero para cambiar las cosas visibles y transitorias, para que después pueda ser capaz de dejarlas atrás. La persona que encuentra su dulce tierra natal es un sensible principiante; aquel a quien todo suelo es como el de su tierra, que ya es fuerte, pero es perfecto para quien el mundo entero es como un lugar extranjero. El alma sensible ha fijado su amor en un lugar en el mundo, la persona fuerte ha extendido su amor a todos los lugares, el hombre perfecto lo ha extinguido.[cita requerida]

## Pensamiento
Las diferencias ideológicas entre los dos poderes universales, Iglesia-Estado, finalizarían con el reconocimiento de la primera sobre el segundo, en el siglo XII. Con el tiempo se consolidarían las diferencias entre las dos partes. Hugo de San Víctor, en sus escritos, establecería una distinción entre lo secular y lo temporal:

Existen dos vidas y según estas dos vidas, dos pueblos, y en estos dos pueblos dos poderes y en ambos poderes diversos grados y órdenes de dignidad, uno inferior y otro superior. Hay dos vidas: una terrenal y otra celestial. Una del cuerpo y otra del espíritu. Una por la que el cuerpo vive del alma y otra por la que el alma vive de Dios. Una y otra tienen los bienes con los que se alimentan para poder subsistir. La vida de la tierra se alimenta con buenas cosas terrenales y la vida espiritual con buenos medios espirituales. (...) Y así en los laicos, a cuyo cuidado y celo está puesto lo que es necesario para la vida en la tierra, existe un poder terrenal. Pero en los clérigos que tienen por misión guardar los bienes de la vida espiritual existe en cambio un poder divino. Y así, aquel poder se llama secular y este, espiritual.
 Hugo de San Víctor: De sacramentis fidei

Junto con su alumno Ricardo de San Víctor decía que Dios ha creado al hombre con tres ojos: uno corporal (“oculus carnis”, realidad sensible), otro racional (“oculus rationis”, realidad que me revela la razón) y un tercero, el ojo de la contemplación (“oculus fidei”, visión religiosa y mística); al salir del paraíso quedó debilitado el primero, perturbado el segundo y ciego el tercero. Si no se cultiva el tercer ojo, éste permanecerá ciego. Estar fuera del paraíso es exactamente no percibir ya la Presencia, carecer del órgano capaz de experimentar, de ‘ver’ a Dios. Occidente, que ha desarrollado preponderantemente el ojo de la razón, sufre ahora esta ceguera de un modo especial.

## Citas célebres
"El hombre que encuentra que su patria es dulce no es más que un tierno principiante; aquel para quien cada suelo es como el suyo propio ya es fuerte; pero solo alcanza la plenitud aquel para quien el mundo entero es como un país extranjero."[cita requerida]